# Charles Didier (écrivain)
Pour les articles homonymes, voir Didier.
Charles Didier, né le 15 septembre 1805 à Genève et mort à Paris, le 7 mars 1864, est un écrivain, poète et voyageur suisse.

## Biographie
Après des études de lettres classiques faites à Genève, il a dix-neuf ans lorsqu'il quitte la Suisse pour mener une carrière littéraire à Paris. Il y publie deux recueils de poèmes, La Harpe helvétique (1825) et Mélodies helvétiques (1825). Admis dans le cénacle de Victor Hugo, il devient l'amant de la femme de lettres, militante et pamphlétaire Hortence Allart. À partir de 1833, il entretient également une amitié très intense avec George Sand, qu'il héberge chez lui pendant la durée de son procès en séparation. À la même période, il cohabite également avec David Richard, médecin aliéniste.
En 1827, attiré par le mythe de l'Italie, il décide d'entreprendre un voyage dans la péninsule, où il part comme précepteur. C'est en 1829 que ses pérégrinations le conduisent en Sicile.
De novembre 1834 à septembre 1835, il voyage en Espagne. Ce voyage donnera lieu, en 1837, à un ouvrage : Une année en Espagne.
Empêché, par la cécité imminente, de prendre la route de l'Orient, après de longues souffrances, Charles Didier achève sa vie en se suicidant, le 7 mars 1864, à Paris.
Charles Didier tenait un journal qui, nourrit des observations de chaque jour, donne un portrait précieux de l'école romantique.

## Œuvres
- Mélodies Helvétiques, Paris, A. Dupont, 1828.
- Rome souterraine, 1833.
- Italie pittoresque, Paris, A. Costes, 1834.
- Une année en Espagne, Paris, Dumont, 1837.
- Chavornay, Paris, Dumont, 1838.
- Thécla, Paris, Dumont, 1839.
- Nationalité française, Paris, Pagnerre, 1841.
- Rome souterraine[2], nouvelle édition revue et corrigée par l'auteur, Paris, C. Gosselin, 1841. 
  - Rome souterraine, édition critique par Sophie Guermès, Genève, Droz, 2007  (ISBN 978-2-600-00696-5)
- Caroline en Sicile (4 volumes), Paris, Labitte, 1844-45.
- Campagne de Rome, Parie, Labitte, 1842.
- Promenade au Maroc, Paris, Labitte, 1844.
- Raccolta, mœurs siciliennes et calabraises, Paris, Souverain, 1844.
- La Porte d'ivoire, Paris, Paulin, 1848.
- 500 lieues sur le Nil, Paris, L. Hachette, 1856.
- Cinquante jours au désert, Paris, L. Hachette, 1857.
- Séjour chez le grand-chérif de la Mekke[3], Paris, L. Hachette, coll. « Bibliothèque des chemins de fer », 1857.
- Le Chevalier Robert, Paris, Dupont 1858.
- Les Amours d'Italie, Paris, Hachette, 1859.
- Les Nuits du Caire, Paris, Hachette, 1860.

Il a aussi publié des reportages pour la Revue encyclopédique et la Revue des Deux Mondes.